# Zelený pás

Mapa ukazující zelené pásy kolem britských měst.

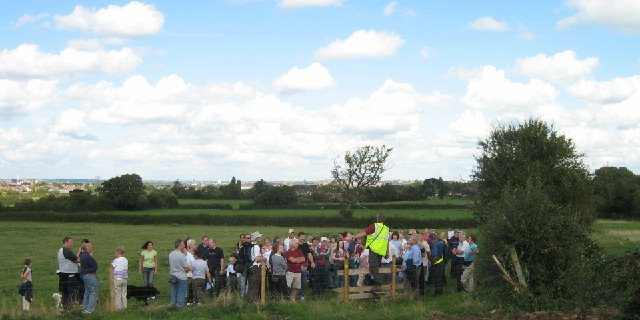
Demonstrace proti ohrožení zeleného pásu výstavbou dálnice a letiště.

Zelený pás (také nazývaný „greenbelt“) je označení používané v územním plánování. Spojuje nezastavěné oblasti obklopující nebo sousedící s městskými oblastmi.
Pojem zelený pás je v některých zemích spojován s představou zeleně. Podle některých názorů je součástí celoměstského systému zeleně a má souvislost s podobnými pojmy jsou greenways nebo zelené klíny, které mají lineární charakter a jsou součástí zeleně přímo v městské oblasti.
Součástí zeleného pásu v ČR mohou být lesy, pole, ruderální porosty, podle koncepce územního rozvoje souhrnně všechny souvislé nezastavěné plochy (pozemky) v bezprostředním okolí velkých měst. Cílem tvorby je zachování souvislých pásů nezastavěného území v bezprostředním okolí velkých měst, které by mohly být v budoucnosti osázeny nebo využity k rekreaci. Zelený pás v okolí města, není náhradou za městskou zeleň uvnitř aglomerace. Zelený pás nezastavěných pozemků by měl v budoucnosti navazovat na zeleň v aglomeraci a v dlouhodobém horizontu se měl stát součástí zeleně (mohl by být osázen zelení).
Podle kritiků je však prokázáno, že zelené pásy někdy slouží jen jako deponie pozemků pro stavbu dálnic, letišť, a dalších staveb, že je možné existence zeleného pásu ohrožuje rozvoj měst, ale i zjevně křiví ekonomiku a komplikuje městskou dopravu. Podle kritiků není dostatečně prokázán vztah mezi zelenými pásy a čistotou ovzduší a vody.

## Politika územního rozvoje
Vláda ČR dne 20.7.2009 na svém jednání schválila usnesením č. 929 návrh Politiky územního rozvoje ČR 2008 (celostátní nástroj územního plánování) V Politice územního rozvoje 2008 v článku (21) Politiky územního rozvoje, byl vymezen pojem zelených pásů jako ploch veřejně přístupné zeleně. Uvedený článek ukládá:
„...vymezit a chránit ve spolupráci s dotčenými obcemi před zastavěním pozemky nezbytné pro vytvoření souvislých ploch veřejně přístupné zeleně
(zelené pásy) v rozvojových oblastech a v rozvojových osách a ve specifických oblastech, na jejichž území je krajina negativně poznamenána lidskou činností, s využitím její přirozené obnovy; cílem je zachování souvislých pásů nezastavěného území v bezprostředním okolí velkých měst, způsobilých pro nenáročné formy krátkodobé rekreace a dále pro vznik a rozvoj lesních porostů a zachování prostupnosti krajiny“. (aktualizováno 2015) 

Vláda ve svém dokumentu Politika územního rozvoje zcela konkrétně vymezuje následující specifické oblasti, kde je třeba zelený pás kolem měst zachovat, a to Karvinsko a Mostecko, kde jsou i problémy spojené s rozšiřováním území pro těžbu uhlí na již zastavěných plochách.

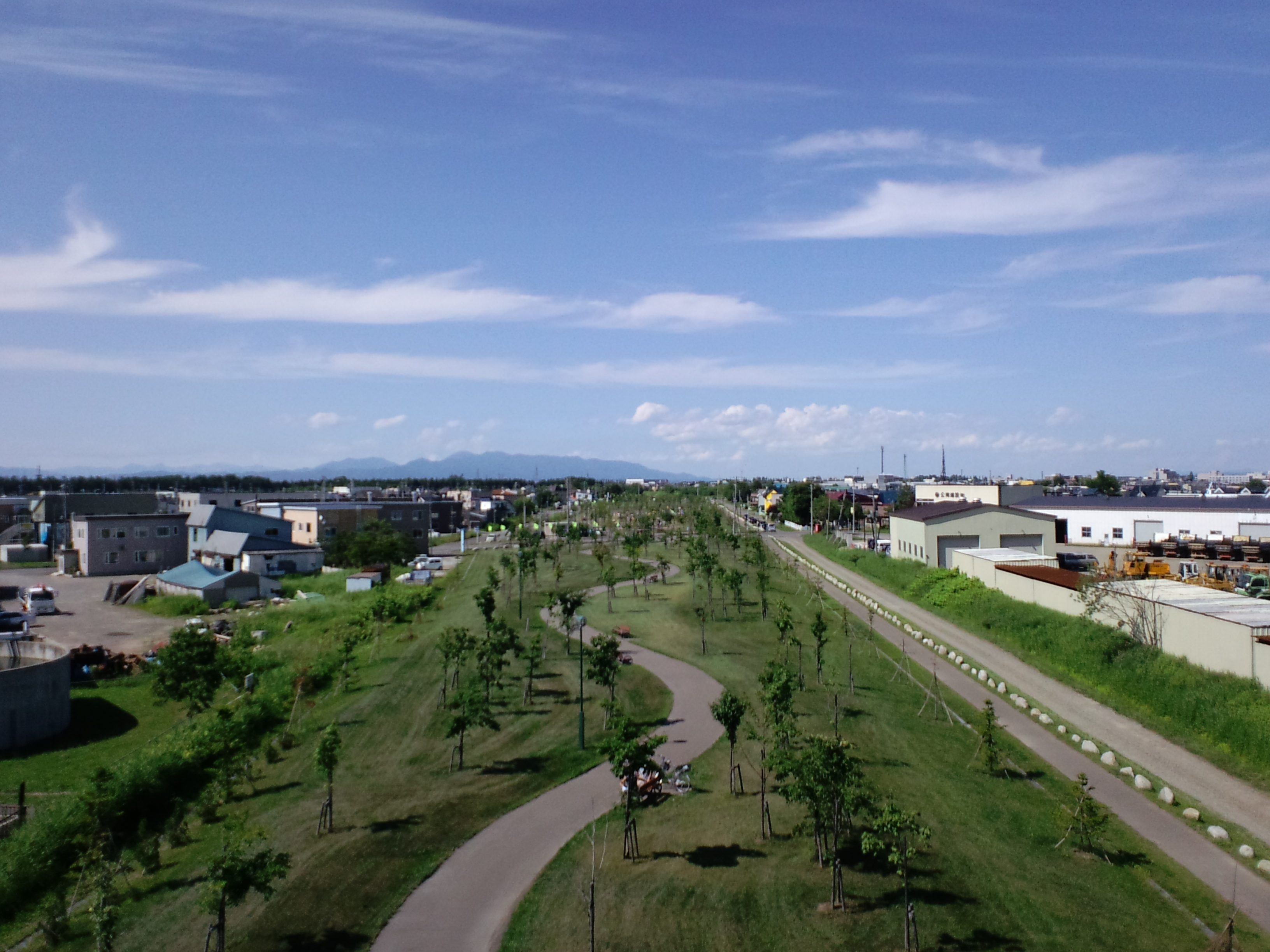

## Vymezení zeleného pásu
Podle některých urbanistů je pojem dále třeba specifikovat a upřesnit podle konkrétních podmínek řešeného města
a dotčených obcí. Vymezení zelených pásů, nezastavěného území, je v pravomoci orgánů územního plánování. Vymezení pásů tak předpokládá spolupráci dotčených orgánů státní správy. Mohou nastat situace, kdy nebude možné vymezení pásu nezastavěných pozemků naplánovat.

## V západní Evropě
Cílem pásu pozemků nezastavěné plochy kolem měst v západoevropských zemích je:
- chránit přírodní nebo polopřirozené prostředí;
- zlepšit kvalitu vzduchu v městských oblastech;
- zabezpečit, aby obyvatelé měst měli přístup k přírodě a vzdělávacím nebo volnočasovým aktivitám;
- chránit jedinečný charakter venkovských komunit, které by jinak mohly být pohlceny rozšiřováním předměstí.

Nezastavěné pozemky mají mnoho výhod pro obyvatele:
- možnost procházek, kempování, jízdy na kole v zeleni v blízkosti měst a obcí
- síť stanovišť pro volně rostoucí rostliny a živočichy
- čistší vzduch a voda

Účinnost zelených pásů se liší v závislosti na umístění. Mohou být narušeny výstavbou novou městské infrastruktury (letiště, továrny, zábavní parky) a někdy, dochází za zelenými pásy k vytvoření "satelitních měst", které fungují spíše jako předměstí než jako nezávislé komunity.

## Kritika
Praxi tvoření zeleného pásu ohledně efektů i motivace kritizoval například ekonom Tim Harford , s tím, že zelený pás je vytvořen pro zachování statu quo pro ty, kteří již žijí v uvedené zóně zeleného pásu. Nabízí také výhody majitelům domů, kteří těží z nedostatku bydlení. Uvádí, že motivace pro výhody zeleného pásu mohla být dobře míněna (veřejné zdraví, životní prostředí), ale tyto výhody nemají zmíněné efekty.
Kritici, jako je Mark Pennington tvrdí, že pouze malá část populace někdy vstoupí do zeleného pásu a stráví zde část volného času. Tvrdí také, že není jasná příčinná souvislost mezi čistěním vzduchu a vody a zelenými pásy. Předpokládají, že je spíše konečným výsledkem rozhodnutí o zeleném pásu pro město, že zabrání poptávce po bydlení, aby se setkala s nabídkou (omezuje výstavbu obytných komplexů) a dusí konkurenční síly.
Další oblast kritiky vychází ze skutečnosti, že jelikož zelený pás se nevztahuje na neurčito mimo město, zvyšuje růst stavební aktivity v oblastech mnohem dále od městského jádra, než kdyby zelený pás neexistoval, čímž se ve skutečnosti zvyšuje rozrůstání měst Příkladem jsou Ottawské předměstí Kanata a Orleans, z nichž oba jsou mimo zelený pás města, a v současné době prochází explozivním růstem. To vede k dalším problémům, kdy obyvatelé těchto oblastí mají delší dojíždění do práce ve městě a horší přístup k veřejné dopravě. To také znamená, že lidé musí dojíždět přes zelené oblasti, které nejsou určeny k vysoké úrovni dopravy. Zelený pás tak může zvýšit problém dopravy ve městě.
Existuje mnoho příkladů, kdy skutečným účelem zelených pásů bylo působit jako územní rezervy pro budoucí dálnice a další silnice. Příklady zahrnují úseky dálnice 407 na severu Toronta a Hunt Club Rd / Richmond Rd. jižně od Ottawy. Zda už byly původně plánovány takto, nebo zda došlo k změně až v důsledku novějšího plánování, je diskutabilní.
Ve Velké Británii, byly zelené pásy kritizovány jako jedna z několika protekcionistických politicko-ekonomických překážek pro bytovou výstavbu s negativními dopady na zásobování, náklady a ceny, a kvalitu nových domů. Kritici argumentují, že zelené pásy porazil jejich vlastní proklamovaný cíl, ochrana krajiny a volného prostoru. Zelené pásy brání stávajícím městům v organickém rozšíření a mají za následek další vývoj rozsáhlých zón bydlení dále od měst tedy nové komunity s nižší stavební hustotou za zeleným pásem, se svou vlastní infrastrukturou a větší závislost na automobilech a dojíždění do zaměstnání. Mezitím jsou cenná městská zeleň a brownfields, pozemky nejvhodnější pro rozvoj průmysl a obchod, ztraceny ve stávajících městských aglomeracích, kde je nahuštěno stále více a více nových bytů.